# لوجوسانتو
لوجوسانتو، (بالإنجليزية: Luogosanto)‏، هي بلدية، في مقاطعة ساساري، في إقليم سردينيا الإيطالي، وتقع على بعد حوالي 200 كيلومتر (120 ميل) إلى الشمال من كالياري، وحوالي 30 كم (19 ميل) شمال غرب أولبيا.

## السكان
في سنة 1861 بلغ عدد السكان 1٬141 نسمة، وتطور العدد ليصل في سنة 2011 لـ 1٬905 نسمة.
يظهر هذا المخطط البياني تطور النمو السكاني لـ لوجوسانتو